# Festuca nigriflora
Festuca nigriflora là một loài thực vật có hoa trong họ Hòa thảo. Loài này được (Hitchc.) Negritto & Anton mô tả khoa học đầu tiên năm 1999.